# Anuanuraro
Anuanuraro  è un atollo dell'arcipelago delle isole Tuamotu nella Polinesia francese. Fa parte di un sottogruppo denominato Isole del Duca di Gloucester.

## Geografia
Anuanuraro è un piccolo atollo, e misura 5,3 km di lunghezza, con una larghezza massima di 3,2 km. La sua forma è quadrangolare e la sua laguna è completamente delimitata dalla barriera corallina.
L'atollo di Anuanuraro è disabitato.

## Storia
Il primo europeo di cui si abbia notizia che visitò l'atollo Anuanuraro fu l'esploratore ed ufficiale della marina britannica Philip Carteret nel 1767; egli battezzò questo atollo Archangel.
L'atollo, appartenuto a Robert Wan, un ricco commerciante di perle di Tahiti, è stato riscattato dal governo della Polinesia francese nel marzo 2002.